# Хайнрих IV фон Кесел
Хайнрих IV фон Кесел (на немски: Heinrich IV Graf von Kessel; † сл. 1219) е граф на Кесел в днешен Лимбург, Нидерландия и господар на Гревенброх. Графството Кесел се намира на река Маас.

## Произход
Той е син на граф Хайнрих III фон Кесел († 1189) и съпругата му Алверадис фон Зафенберг († сл. 1203), внучка на Адолф II фон Зафенберг († 1152), дъщеря на граф Адалберт фон Зафенберг-Бон-Норвених († сл. 1149) и Аделхайд фон Куик († сл. 1131). Внук е на Валтер, фогт на „Св. Панталеон“ в Кьолн († 1152) и правнук на граф Хайнрих II фон Кесел-Ньорвених († сл. 1141).

## Фамилия
Хайнрих IV фон Кесел се жени за Удалхилд/Отеленда фон Хаймбах-Хенгенбах († сл. 1222), дъщеря на Еберхард II фон Хенгенбах († сл. 1218) и Юта фон Юлих († 1218), наследничка на Юлих, дъщеря на граф Вилхелм I († 1176). Те имат пет деца:
- Валпург фон Кесел († сл. 1222), омъжена за Бертолд I фон Бюрен († сл. 1222)
- Херман фон Кесел (* пр. 1235; † 6/16 април 1255)
- Вилхелм фон Кесел († между 14 септември 1260 и 1262), граф на Кесел, женен за фон Лимбург/фон Васенберг; баща на:
  - дъщеря фон Кесел († 1304), омъжена за граф Герхард V фон Юлих (* ок. 1241; † ок. 29 юли 1328)
  - Хедвиг фон Кесел († сл. 1276), омъжена за граф Дитрих фон Нойенар († 15 юни 1276)
  - Хайнрих V фон Кесел-Бройч († 5 септември 1285), граф на Кесел-Бройч, женен пр. 1285. г. за Лиза фон Вирнебург († сл. 2 януари 1304), дъщеря на граф Хайнрих I фон Вирнебург († сл. 1298) и Понцета фон Обершайн († 1311)
  - Валрам († 20/28 октомври 1305), женен за Катарина фон Клеве († сл. 2 юли 1357)
  - Вилхелм (* пр. 1271)
- Хайнрих фон Кесел (* пр. 1236)
- Адолф фон Кесел († сл. 1273)

Вдовицата му Удалхилд/Отеленда фон Хенгенбах се омъжва втори път пр. 8 май 1222 г. за Бертолд I/III 'Млади' фон Бюрен († сл. 1276).